# 鱷形短體蛇鰻
鱷形短體蛇鰻（学名：Brachysomophis crocodilinus），又名鰐形短體鰻、鰻、硬骨篡，为蛇鰻科短體鰻屬下的一个种，于1833年由愛德華·特納·班尼特描述。该物种栖息深度为0米至30米，雄性体长可达120公分。分布于南非、阿拉伯海、大洋洲、日本以及南海及东海等，该物种的模式产地在毛里求斯。生活在沙石底質的海域，會將身體埋藏於沙中，屬肉食性，以魚類、章魚等為食。

## 扩展阅读
- 維基物種上的相關：鱷形短體蛇鰻